# Aleksander Weissberg-Cybulski

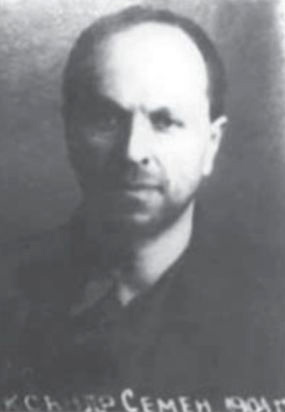
Aleksander Weissberg po aresztowaniu przez NKWD 1937

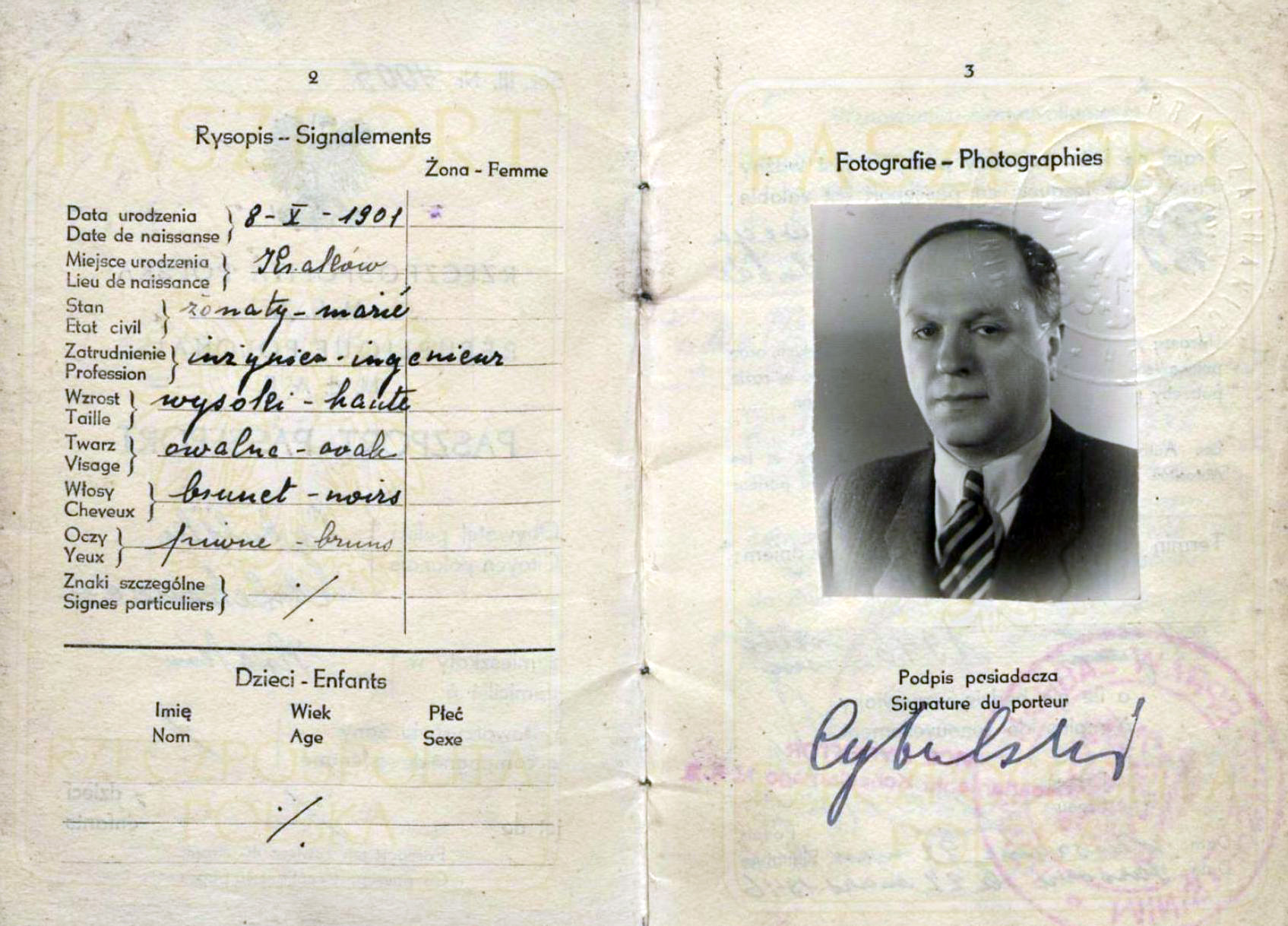
Polski paszport wydany Aleksandrowi Weissbergowi w 1946 na nazwisko Aleksander Cybulski

Aleksander Weissberg-Cybulski (ur. 8 października 1901 w Krakowie, zm. 4 kwietnia 1964 w Paryżu) – fizyk, więzień NKWD (1937–1940), Gestapo (1940), świadek i jeden z pierwszych analityków wielkiej czystki w ZSRR.

## Życiorys
Urodził się w Krakowie jako syn zamożnego żydowskiego kupca Samuela Weissberga. Gdy był pięcioletnim dzieckiem, rodzice przenieśli się do Wiednia. Tam później studiował matematykę, fizykę, elektrotechnikę i fizykę techniczną. W roku 1929 otrzymał dyplom inżyniera fizyki technicznej.
W 1918 wstąpił do młodzieżowego ruchu socjalistycznego, stał się członkiem partii socjaldemokratycznej (SPÖ), a w 1927 został członkiem austriackiej partii komunistycznej. Wyjechał do Berlina, gdzie został asystentem profesora Wilhelma Westphala w Instytucie Fizyki w Technische Hochschule. W tym okresie przebywał wśród komunistycznych intelektualistów Berlina, w tym Ericha Mühsama, Bertolta Brechta i Arthura Koestlera.
W marcu 1931 wyjechał do ZSRR na kontrakt w Ukraińskim Instytucie Fizyko-Technicznym (UFTI) w Charkowie. Założył „Przegląd Fizyczny Związku Sowieckiego” – centralny organ fizyki radzieckiej wydawany w językach angielskim i niemieckim i został jego pierwszym redaktorem naczelnym. Z racji obowiązków w Instytucie (jego faktycznej organizacji i budowy infrastruktury) jeździł często do Moskwy na rozmowy i uzgodnienia z ludowym komisarzem przemysłu ciężkiego ZSRR Sergo Ordżonikidze, jego zastępcą Jurijem Piatakowem, wreszcie z Nikołajem Bucharinem (na początku lat 30., przed objęciem w styczniu 1934 redakcji „Izwiestii”, dyrektorem departamentu badań naukowych komisariatu przemysłu ciężkiego).
W 1932 roku był świadkiem głodowej śmierci milionów ludzi podczas Hołodomoru na Ukrainie, lecz za sprawą ideologii interpretował fakty nie jako narodową tragedię, lecz krok naprzód w ewolucji ludzkości. Mieszkający z nim w Charkowie pisarz Arthur Koestler uważał, że konający na ulicach z głodu ludzie są „wrogami ludu, którzy wolą żebrać niż pracować”. Sądził, że zniszczenie wsi ukraińskiej godzi się z ogólną historią postępu ludzkości. Koestler opuścił ZSRR w 1933, a na jego pożegnanie Weissberg na stacji powiedział: „Cokolwiek by się działo, wysoko dzierż sztandar Związku Radzieckiego!”.
Aleksander Weissberg został aresztowany przez NKWD 1 marca 1937. Przeszedł przez śledztwo (w tym konwejer) i więzienia śledcze w Charkowie, Kijowie i Moskwie. W jego obronie list do Stalina napisał osobiście Albert Einstein. Podobny list do stalinowskiego prokuratora generalnego ZSRR Andrieja Wyszynskiego wystosowali: Frédéric Joliot-Curie, Irène Joliot-Curie i Jean Baptiste Perrin. Oba listy pozostały bez odpowiedzi i bez konsekwencji.
Życie Weissberga uratował pakt Ribbentrop-Mołotow i czasowy sojusz sowiecko-niemiecki. 5 stycznia 1940 na moście granicznym w Brześciu nad Bugiem oficerowie NKWD przekazali swoim kolegom z Gestapo grupę kilkudziesięciu komunistów i socjaldemokratów niemieckich i austriackich, w tym Weissberga (który od Anschlussu Austrii był obywatelem Rzeszy Niemieckiej). Niemcy osadzili wszystkich najpierw w więzieniu w Białej Podlaskiej, następnie przenieśli na Pawiak w Warszawie, gdzie dokonano selekcji rasowej. Pięciu Żydów, w tym Weissberga przekazano do więzienia na Zamku w Lublinie, pozostałych wywieziono w głąb Rzeszy.
Po dwumiesięcznym pobycie w więzieniu lubelskim Weissbergowi wręczono opaskę z gwiazdą Dawida i zwolniono, wydając jednocześnie nakaz osiedlenia się w Krakowie (prawdopodobnie z uwagi na miejsce urodzenia). W Krakowie Weissberg zamieszkał u krewnych. Udało mu się nawiązać kontakt z przebywającym w USA Einsteinem. Einstein zaproponował tymczasowo Weissbergowi katedrę uniwersytecką w Manili (Filipiny), deklarując, że stamtąd sprowadzi go do Stanów Zjednoczonych. Do wybuchu wojny niemiecko-sowieckiej w czerwcu 1941 emigracja Żydów z Niemiec i krajów przez nie okupowanych była nadal możliwa. Jednakże Weissberg otrzymał odmowę zgody władz okupacyjnych Generalnego Gubernatorstwa na wyjazd. „To przypieczętowało mój los jako fizyka. Po latach nie mogłem już wrócić do mego dawnego powołania” – napisał później.
21 marca 1941 (najpóźniej w GG) hitlerowcy utworzyli getto krakowskie. Weissberg początkowo zamieszkał tam, ale po znalezieniu się na niemieckiej liście zakładników spośród „starszych” getta (przeznaczonych do ewentualnego rozstrzelania) zbiegł z Krakowa i przebywał do września 1942 w gettach w Bochni i w Tarnowie. Wobec rozpoczęcia masowej zagłady Żydów polskich przeszedł na całkowicie nielegalny tryb życia na stronie aryjskiej, wyjeżdżając do Warszawy. Tu ukryła go w swym mieszkaniu Zofia Cybulska, żona aktora Mieczysława Cybulskiego, która później została jego żoną. 4 marca 1943 został w jej mieszkaniu aresztowany przez Gestapo – Cybulska musiała zacząć się ukrywać. Weissberga osadzono ponownie na Pawiaku, a następnie wysłano do obozu pracy w Kawęczynie. Zbiegł stamtąd dzięki pomocy niemieckiego kierownika robót (Weissberga ratowały wielokrotnie: nienaganna znajomość niemieckiego i wiedeńsko-berliński okres życia, a także faktyczne obywatelstwo niemieckie). W Warszawie ponownie zaopiekowała się nim Zofia Cybulska. Ukrywając się, dotrwał do powstania warszawskiego, w którym wziął czynny udział. Po klęsce podoficer niemiecki ocalił go przed obozem w Pruszkowie – Weissberg przez ostatnie miesiące okupacji niemieckiej ukrywał się we Włochach pod Warszawą. Zawierając małżeństwo z Zofią Cybulską, przybrał nazwisko żony – chcąc zataić przy ewentualnym spotkaniu z NKWD swoją tożsamość.
W połowie 1946 wydostał się ze zsowietyzowanej Polski do Szwecji, gdzie wkrótce dołączyła do niego żona. Od początku lat 50. mieszkali w Paryżu, gdzie z powodzeniem prowadził firmę budowlaną. Był w bliskich kontaktach z Jerzym Giedroyciem oraz Zofią i Zygmuntem Hertzami z paryskiej „Kultury”. Wydatnie pomógł przy zakupie nieruchomości pod Paryżem, gdzie ulokowało się czasopismo.
W 1951 opublikował autobiografię Wielka czystka (wydanie polskie Instytut Literacki Paryż 1966). Przedmowę do niemieckiego wydania (Hexensabbat) napisał Arthur Koestler, polskie poprzedził wstępem Gustaw Herling-Grudziński – również osobisty znajomy Weissberga.
Wielka czystka to nie tylko opis przejść Weissberga w więzieniach sowieckich lat 1937–1940, ale również dzięki ścisłemu, analitycznemu umysłowi autora jedna z pierwszych – i w większości wniosków do dziś uznawana za aktualną – analiza fenomenu okresu wielkiego terroru w ZSRR lat 1934–1939, jego genezy, przebiegu, mechanizmów socjotechnicznych i konsekwencji. Pisana barwnym językiem przechodzi od opisu obrazu, poprzez anegdotyczne niekiedy sytuacje, do analizy socjologicznej fenomenu czystki.
Autor nie miał wątpliwości co do szans komunizmu sowieckiego na przetrwanie. Dedykacja książki brzmi: 

Despotyzm runie. 

Wolność w Kraju Sowietów zmartwychwstanie. 

Wybrańcy powrócą z obozów podbiegunowych. 

Mych towarzyszy – ludzi Wielkiej Czystki – 

                  nie będzie między nimi. 

Ich pamięci tę książkę poświęcam.